# Hilde Mangold
Hilde Mangold, de soltera Hilde Proescholdt (20 de octubre de 1898 – 4 de septiembre de 1924), fue una embrióloga alemana conocida fundamentalmente por su tesis doctoral, publicada en 1924 bajo la supervisión de Hans Spemann. Esta contenía la mayor parte de la investigación que le valió a Spemann el Premio Nobel de Fisiología y Medicina en 1935, once años después de la muerte de Hilde. Su investigación, pionera entonces, logró demostrar el concepto de inducción embrionaria, es decir, el proceso mediante el cual algunas células en un embrión pueden determinar el desarrollo de otras. En concreto, describió el llamado Organizador de Spemann–Mangold, una región de la notocorda que es necesaria y suficiente para producir la cefalización.

## Biografía
Hilde Proescholdt nació el veinte de octubre de 1898 en Gotha, hoy en el land alemán de Turingia. Fue la hija mediana del dueño de una fábrica de jabones, Ernest Proescholdt, y de su mujer Gertrude. Tomó clases durante dos semestres (1918-1919) en la Universidad de Jena, antes de trasladarse durante otros dos a la Universidad de Frankfurt. Allí asistió a una clase magistral del prestigioso embriólogo Hans Spemann. 
La conferencia la inspiró a especializarse como embrióloga. Tras su experiencia en Frankfurt, logró entrar al Instituto Zoológico de Friburgo, donde, a la sazón, trabajaba Spemann, y unirse a su laboratorio. En Friburgo, Hilde conoció a quien sería su marido: Otto Mangold, el asistente de Spemann y un abierto simpatizante del partido nazi. Allí completa en 1923, junto con Spemann, su tesis doctoral, titulada Inducción de primordios embrionarios a través de la implantación de organizadores de otra especie, o Über Induktion von Embryonalanlagen durch Implantation artfremder Organisatoren. 
Tras doctorarse, Hilde se mudó a Berlín con su marido y su hijo Christian. Poco después, y sin haber llegado a ver publicada su tesis, una explosión de gas en su casa le costó la vida. Su hijo murió en la Segunda Guerra Mundial.

## Trabajo
El experimento de Mangold utilizó embriones de dos especies de tritón que estaban pigmentadas de forma distinta. Durante el estado de gástrula, periodo inmediatamente posterior a la diferenciación de las tres hojas embrionarias (ectodermo, mesodermo y endodermo), Mangold trasplantó una estructura en el lado dorsal del blastoporo de un embrión al lado ventral de otro embrión. Como los tejidos de cada especie tenían distinta pigmentación, era sencillo seguir el destino embrionario de las células del injerto y de las células del hospedador. El experimento tuvo dos revolucionarias consecuencias. 
En primer lugar, indujo la formación de tejido neural en el ectodermo ventral al blastoporo, un fragmento del ectodermo que debía haber dado lugar a células epidérmicas. En segundo lugar, alteró el destino embrionario del mesodermo ventral. Este tejido se desarrolló como un mesodermo dorsal, dando lugar a somitas. Es significativo que todas estas estructuras estaban compuestas por células del hospedador y células del injerto. En suma, el injerto produjo un embrión gemelo a la manera de los siameses, con su propio eje dorsoventral. El embrión del que se había tomado el injerto, sin embargo, desarrolló tejidos muy similares a los ventrales a ambos lados del blastoporo.

## Relevancia de su trabajo

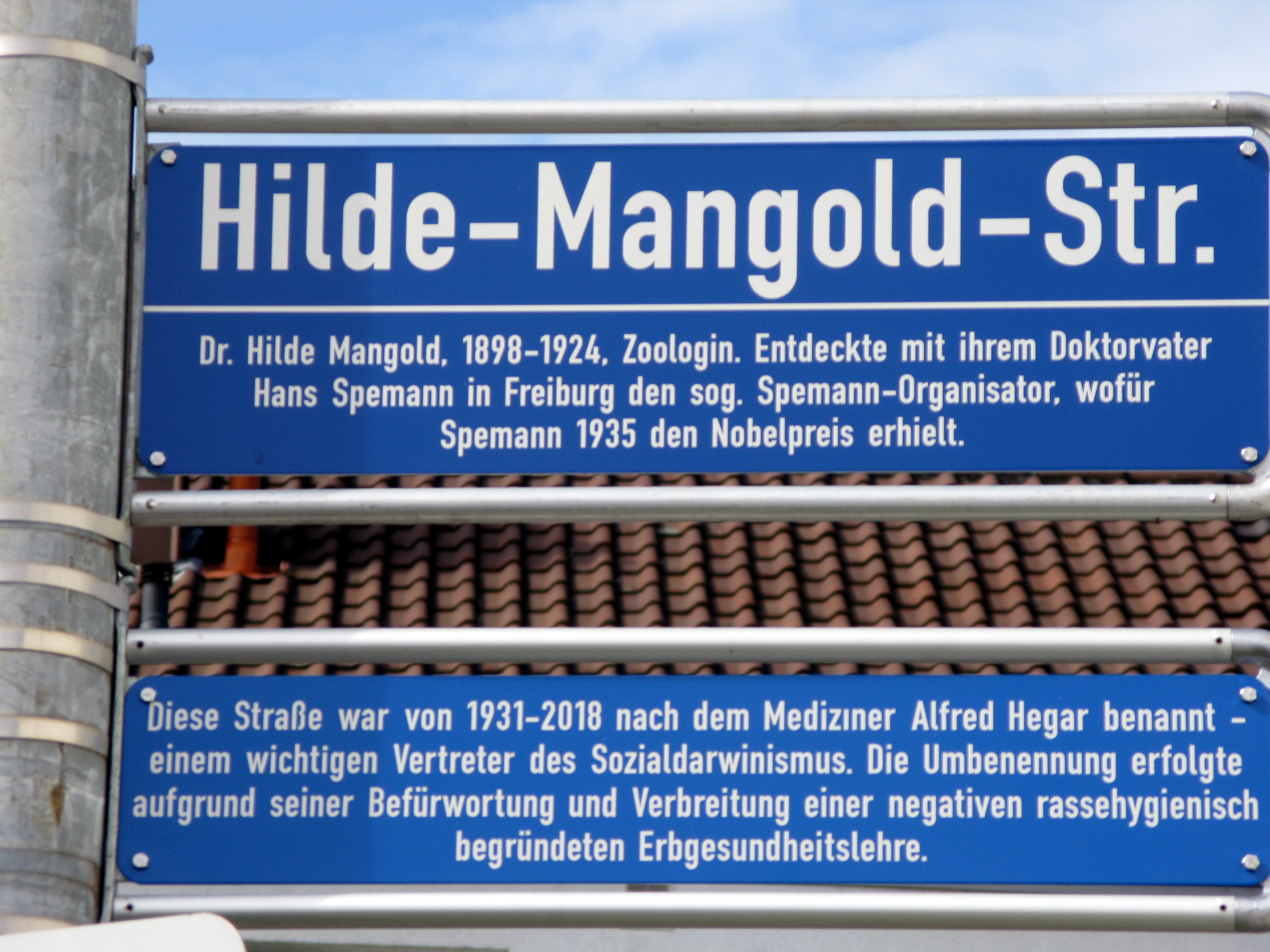
Señal de calle en el barrio de Stühlinger de Friburgo.

El fragmento que trasplantó Hilde Mangold es hoy conocido como el Organizador de Spemann-Mangold. No sólo es, en sí mismo, relevante para entender el proceso de la inducción del sistema nervioso, sino que resultó la primera prueba del fenómeno de inducción. Al enfrentarse al problema de cómo cada una de las células del embrión adoptaban su destino en el organismo, los científicos coetáneos a Mangold no sabían si cada una de las células tenía un destino predeterminado, sellado en su núcleo, o si las estructuras interaccionaban entre sí, modificando el destino de las células cercanas. Hilde Mangold mostró que lo segundo ocurría, y que el Organizador era necesario y suficiente para controlar el destino de un enorme número de estructuras y tipos celulares, ya formaran parte de otras hojas embrionarias o incluso de otra especie.
Con el tiempo, el fenómeno de inducción se ha ido convirtiendo en un elemento esencial de cómo entendemos el desarrollo de los animales, y se han descrito muchas otras instancias de él. Ivor Mason, profesor de Embriología en el King’s College de Londres, dijo a Nature de este experimento que era “probablemente el artículo científico más influyente publicado jamás en biología del desarrollo”.